# おまん源五兵衛
おまん源五兵衛（おまんげんごべえ）は、寛文3年（1663年）に薩摩国で心中したとされる男女の名。当時の俗謡に歌われて名を知られたが、事件の詳細は伝わっていない。のちにその名を借りてさまざまな文芸作品が作られた。「おまん」「源五兵衛」および「三五兵衛」（近松門左衛門『薩摩歌』で登場した人物）が主人公となる一連の作品は「おまん源五兵衛物」と呼ばれる。
並木五瓶の『五大力恋緘（ごだいりきこいのふうじめ）』は、大坂で発生した薩摩藩士による殺人事件（曾根崎五人斬り）を題材にしたものであるが、源五兵衛や三五兵衛、ヒロインとして「小万」（『薩摩歌』で登場した人物）の名を借りている（このため主人公は小万源五兵衛（こまんげんごべえ）の組み合わせとなる）。この作品の多くの派生作品を生み出した。

## おまん源五兵衛を扱った作品

### 歌謡化
『中興世話早見年代記』には「寛文三年さつま源五兵衛おまん心中」との記載があり、そうした事件はあったとみられる。当時は広く知られた事件であったようであるが、実説ははっきりしない。
当時姫路藩主であった松平直矩の日記『大和守日記』には、寛文11年（1671年）5月の参勤交代の際に道中で「源五兵衛おまん」という歌が流行していたことを書き留めている。直矩はこの歌について興味を抱き、その内容を周囲に尋ねたようであるが、薩摩国での話とも大坂での話ともいい、「清十郎に似たこと」とも、兄弟が想いをかけて刺し違えた事件とも記していて、はっきりしない。
俗謡「源五兵衛節」には「高い山から谷底見れば　お万可愛や布晒す」という一節があり、さまざまに歌い継がれた。

### 初期の作品化
歌謡を物語に定着させたのは、西鶴の『好色五人女』と近松の『薩摩歌』とされる。
井原西鶴の小説『好色五人女』（1686年刊行）の巻五「恋の山源五兵衛物語」では、源五兵衛は武士、おまんは豪商の娘と設定されている。衆道に執心し、若衆2人を失って入道した源五兵衛のもとに、家出したおまんが男装して押しかけ、ついには源五兵衛を陥れる形で結ばれるというもので、おまんと源五兵衛は窮迫するものの、おまんの両親によって探し出されて巨万の富を譲られるという筋である。『好色五人女』中では唯一の「ハッピーエンド」にはなっているが、虚構性の強さも指摘されており、単純な「ハッピーエンド」ではないという説もある。
近松門左衛門の浄瑠璃『薩摩歌』（1704年初演か）は、鹿児島出身の武士である菱川源五兵衛とおまんの恋愛をめぐる物語と、笹野三五兵衛とその許嫁小万（小まん）の物語を絡ませている。源五兵衛は僧侶として修業していたが、おまんとの恋愛が原因となって国許を出、京都でさる武家屋敷に奉公に上がる。この屋敷の娘である小万や、その許嫁である笹野三五兵衛（女装して小万の屋敷に入り「林」と名乗っていた）と知り合い、源五兵衛は三五兵衛が追い求めていた父の仇の情報を伝える。一方、源五兵衛は薩摩に帰り、おまんの屋敷に奉公人として潜り込むがここで騒動が起こり、はずみで源五兵衛がおまんに切りつけてしまい、源五兵衛も腹を切る。そこにかたき討ちを果たした三五兵衛と小万が駆け付け、名医のもとに連れて行って2人の命を救う、という筋書きである。
なお、宝永3年（1706年）には近松門左衛門によっておまん・源五兵衛を登場させた『鳥辺山心中』が上演されるが、京都で寛永3年（1626年）に発生した別の心中事件（お染半九郎）の男女の名を借りたものに改められている。
『薩摩歌』を下敷きとして、吉田冠子らの合作浄瑠璃『薩摩歌妓鑑（さつまうたげいこかがみ）』（1757年）などが作られている。この作品はお家騒動物。

### 曾根崎五人斬りとの結合：小万源五兵衛
元文2年（1737年）、大坂・曾根崎新地において、薩摩藩士の早田八右衛門が湯女の菊野ら5人を殺害する事件（曾根崎五人斬り）が発生した。この事件はさまざまに演劇化された（『置土産今織上布（おきみやげいまおりじようふ）』、『国言詢音頭（くにことばくどきおんど）』、『五人切五十年廻（ごにんぎりごじゆうねんかい）』、『薩摩節五人切子（さつまぶしごにんきりこ）』など）。並木五瓶の歌舞伎脚本『五大力恋緘（ごだいりきこいのふうじめ）』（通称「五大力」、1795年初演）もその一つである。
『五大力恋緘』の成立はやや複雑で、もとは五瓶が手掛けた『島廻戯聞書』（しまめぐりうそのききがき、1794年初演）の一部である。『島廻戯聞書』の後半部分を独立させ、江戸での公演にあたって舞台を江戸深川に移し、登場人物の名を『薩摩歌』と結び付けて主人公を「勝間源五兵衛」と「小万」とした（初演時にはヒロインの名は「菊野」であった）、これにより「小万源五兵衛」の組み合わせとなった。
『五大力恋緘』にはさまざまな改作があり、五瓶自身も『略三五大切（かきなおしてさんごたいせつ）』を手掛けている。改作の中では、四世鶴屋南北が『仮名手本忠臣蔵』の世界と結び付けて『東海道四谷怪談』の後日談とした『盟三五大切（かみかけてさんごたいせつ）』が著名である。

### 近代以後
岡鬼太郎の新歌舞伎脚本『今様薩摩歌』（1918年初演）は、近松の『薩摩歌』を下敷きにしたものである。